# Mesoleius picticoxa
Mesoleius picticoxa är en stekelart som beskrevs av Thomson 1894. Mesoleius picticoxa ingår i släktet Mesoleius och familjen brokparasitsteklar. Inga underarter finns listade i Catalogue of Life.